# A Kajmán-szigetek az 1992. évi nyári olimpiai játékokon
A Kajmán-szigetek a spanyolországi Barcelonában megrendezett 1992. évi nyári olimpiai játékok egyik részt vevő nemzete volt. Az országot az olimpián 3 sportágban 10 sportoló képviselte, akik érmet nem szereztek.

## Atlétika
Férfi
| Versenyző               | Versenyszám | Előfutam | Előfutam | Előfutam | Negyeddöntő | Negyeddöntő | Negyeddöntő | Elődöntő | Elődöntő | Elődöntő | Döntő   | Döntő    |
| Versenyző               | Versenyszám | Idő      | Hely.    | Össz.    | Idő         | Hely.       | Össz.       | Idő      | Hely.    | Össz.    | Idő     | Helyezés |
| ----------------------- | ----------- | -------- | -------- | -------- | ----------- | ----------- | ----------- | -------- | -------- | -------- | ------- | -------- |
| Kareem Streete-Thompson | 100 m       | 10,78    | 5.       | 45.*     | kiesett     | kiesett     | kiesett     | kiesett  | kiesett  | kiesett  | kiesett | kiesett  |

| Versenyző               | Versenyszám | Selejtező | Selejtező | Döntő    | Döntő    |
| Versenyző               | Versenyszám | Eredmény  | Helyezés  | Eredmény | Helyezés |
| ----------------------- | ----------- | --------- | --------- | -------- | -------- |
| Kareem Streete-Thompson | Távolugrás  | 739 cm    | 38.       | kiesett  | kiesett  |

* - egy másik versenyzővel azonos időt ért el

## Kerékpározás

### Országúti kerékpározás
Férfi
| Versenyző                                             | Versenyszám     | Idő             | Helyezés      |
| ----------------------------------------------------- | --------------- | --------------- | ------------- |
| Stefan Baraud                                         | Mezőnyverseny   | nem ért célba   | nem ért célba |
| Dennis Brooks                                         | Mezőnyverseny   | nem ért célba   | nem ért célba |
| Michele Smith                                         | Mezőnyverseny   | nem ért célba   | nem ért célba |
| Alfred Ebanks Don Campbell Craig Merren Stefan Baraud | Csapat időfutam | 2:33:30(+31:51) | 24.           |

### Pálya-kerékpározás
Időfutam
| Versenyző    | Versenyszám           | Idő      | Helyezés |
| ------------ | --------------------- | -------- | -------- |
| Don Campbell | Férfi egyéni időfutam | 1:16,192 | 32.      |

## Vitorlázás
Férfi
| Versenyző  | Versenyszám | Futam  | Futam | Futam | Futam | Futam | Futam | Futam | Pontszám | Helyezés |
| Versenyző  | Versenyszám | 1      | 2     | 3     | 4     | 5     | 6     | 7     | Pontszám | Helyezés |
| ---------- | ----------- | ------ | ----- | ----- | ----- | ----- | ----- | ----- | -------- | -------- |
| Mark Clark | Finn dingi  | (32,0) | 29,0  | 28,0  | 29,0  | 31,0  | 28,0  | 29,0  | 174,0    | 25.      |

Nyílt
| Versenyző               | Versenyszám | Futam | Futam | Futam | Futam  | Futam | Futam | Futam | Pontszám | Helyezés |
| Versenyző               | Versenyszám | 1     | 2     | 3     | 4      | 5     | 6     | 7     | Pontszám | Helyezés |
| ----------------------- | ----------- | ----- | ----- | ----- | ------ | ----- | ----- | ----- | -------- | -------- |
| John Bodden Byron Marsh | Csillaghajó | 28,0  | 30,0  | 29,0  | (31,0) | 31,0  | 30,0  | 29,0  | 177,0    | 26.      |